# Werner-Édouard de Saeger van Nattenhaesdonck
Werner-Édouard Joseph Louis Augustin Ghislain de Saeger van Nattenhaesdonck (Hasselt, 8 juillet 1977) est un juriste et théologien belge francophone à l'université de Cambridge et officier de réserve dans l’armée belge. Il enseigne et analyse le droit religieux des trois grandes religions monothéistes: judaïsme (halakha), chrétienté (particulièrement le droit canonique de l'Église catholique, apostolique et romaine), et islam (charia). Il est expert dans l'approche législative et la politique jurisprudentielle concernant le phénomène religieux, et l’extrémisme religieux, tant en Europe qu'aux États-Unis et au Proche-Orient.

## Biographie
Werner-Édouard de Saeger van Nattenhaesdonck est né à Hasselt en 1977. Il est ensuite éduqué à Genk par un prêtre catholique, le père Guillaume Baerts. 
Ayant réalisé un triple parcours en droit, théologie, et philosophie, entre autres à l’université hébraïque de Jérusalem, il obtient une maîtrise en études théologiques à l’université Harvard en 2011, où il se consacre à l’étude de l’orthodoxie religieuse, et où il étudie sous Ronald Thiemann, Bryan Hehir, Harvey Cox, Elisabeth Schüssler Fiorenza, Peter Gomes, Ronald Thiemann, Karen King, et Baber Johansen. Dans la même année 2011, il obtient un DEA en sciences religieuses à l’université de Cambridge en étudiant sous le prêtre catholique Alan Brent. 
Auparavant, en 2009, il avait été diplômé de l’université de Leyde, en philosophie de droit, où il avait étudié sous Paul Cliteur, Afshin Elian, et Andreas Kinneging. Il y étudiait en même temps que Thierry Baudet. À Leyde, il a également complété un programme spécialisé en études classiques et sciences religieuses, sous Jürgen Zangenberg et Frits Naerebout.
Antérieurement, en 2008, il avait été diplômé de la Faculté de Droit Canonique de l'Université catholique de Leuven où il étudiait sous Rik Torfs.
En 2015, il devient docteur en droit en soutenant sa thèse en sciences juridiques à l’université de Bruxelles (VUB) sur le sujet de la liberté religieuse aux États-Unis, sous la direction de Michel Magits.

## Enseignement
En 2012, il part vivre à Oxford, où il commence à enseigner les études classiques et la théologie dans différents collèges de l’université dès octobre 2013 et ce jusqu’en mars 2017.
Depuis 2015, il enseigne les études classiques à l’université de Cambridge, et de 2015 à 2017 il est également maître de conférences à l’université libre de Bruxelles (ULB). 
De 2016 à 2018, il a fondé et dirigé sur le campus de la Vrije Universiteit Brussel un institut indépendant de recherche et d'enseignement, axé sur l'étude critique de la religion. 
Depuis 2016, il enseigne à la Haute École PXL à Hasselt en Belgique; en septembre 2018 il y fait enseigner le cours de droit européen, en tant qu’ouverture de l’année académique, par Carles Puigdemont. Au cours de la même année, il invita également le comte Herman Van Rompuy et le prince Laurent de Belgique. En septembre 2019, il invita le comte Étienne Davignon pour y enseigner le premier cours de droit européen de l'année académique.

## Activités de recherches
Le professeur de Saeger van Nattenhaesdonck a commencé ses recherches universitaires en se concentrant sur la liberté de religion. Il a également mené des recherches sur le judaïsme Haredi en Israël (surtout à Ma’alot Dafna et Méa Shéarim dans la ville de Jérusalem) et sur la propagation du christianisme dans l'Antiquité tardive. Plus tard, il se concentra sur l’antiquité classique et également sur le développement historique de l'islam. Ses recherches principales se focalisent sur les cadres normatifs selon lesquels vivent les croyants des trois grands monothéismes.
Début 2011, il a effectué des recherches aux Archives secrètes du Vatican. En 2011-12, il est chercheur à l’université Panthéon-Sorbonne à Paris avec une bourse de la Fondation Biermans-Lapôtre. Il y faisait des recherches dans les bibliothèques Sainte-Geneviève et Sainte-Barbe.
En 2015, il a été chercheur à la bibliothèque Gladstone au pays de Galles, où il s’est vu octroyer la bourse de recherche Canon Symonds Memorial Scholarship. Également en 2015, et en 2016, il était chercheur et boursier à la bibliothèque de recherche Dumbarton Oaks Research Library and Collection de l'université Harvard à Washington. En printemps 2019, il était chercheur invité à l'École pratique des hautes études à Paris, où il était un des premiers témoins de l'incendie de Notre-Dame de Paris.

## Déclarations
Pendant une interview à la télévision belge en septembre 2012, il dit que Jésus de Nazareth pourrait bien avoir été un homme marié. Dans un discours dans le Sénat belge, le 23 février 2016, défendant de manière pugnace l’idée de la séparation de l’église et de l’état , il exprime ses craintes que des actions terroristes prennent place en Belgique, en déclarant: “Le sang coulera dans les rues. L’inertie et la naïveté politiques se paieront en vies humaines.” Un mois plus tard, le 22 mars 2016, il y aura les attentats terroristes à Bruxelles.
Dans une interview dans l’hebdomadaire belge Humo, il déclare en octobre 2018: “Ce n’est pas la religion extrême qui est problématique, c’est plutôt la nonchalance extrême des politiciens.” Dans ce même interview, il estime réaliste que la population musulmane en Belgique augmentera “jusqu’à 20% et plus”.

## Fonctions militaires
Le 15 octobre 2018, il incorpore la réserve de l’Armée belge. Il effectue sa formation militaire au camp de Lagland à Stockem et au camp d'Elsenborn durant l'été 2019. Par arrêté royal, il est nommé officier supérieur dans la composante terre de l'Armée belge, au grade de major, le 1er novembre 2019.

## Distinctions
- Officier de l'ordre de Léopold II[12]
- Ordre sacré et militaire constantinien de Saint-Georges, chevalier et officier[13]

## Œuvres
Constantine, The History Press, 2016
Spiritual Harvard, 2013